# جیامپیرو پوچتا
جیامپیرو پوچتا (انگلیسی: Giampiero Pocetta؛ زادهٔ ۲۵ مهٔ ۱۹۶۵) بازیکن فوتبال اهل ایتالیا است.
از باشگاه‌هایی که در آن بازی کرده‌است می‌توان به باشگاه فوتبال کروتونه، باشگاه فوتبال پالرمو، باشگاه فوتبال فروزینونه، و باشگاه فوتبال ترنانا اشاره کرد.